# Подвис (Кривогаштани)
Подвис (раније Турско) је насеље у Северној Македонији, у средишњем делу државе. Подвис припада општини Кривогаштани.

## Географија
Насеље Подвис је смештено у средишњем делу Северне Македоније. Од најближег већег града, Прилепа, насеље је удаљено 22 km западно.
Подвис се налази у западном делу Пелагоније, највеће висоравни Северне Македоније. Насељски атар је на истоку равничарски, без већих водотока, док се ка западу издижу прва брда планине Баба. Надморска висина насеља је приближно 610 метара.
Клима у насељу је континентална.

## Становништво
По попису становништва из 2002. године, Подвис је имао 143 становника.
Претежно становништво су Македонци (100%).
Већинска вероисповест у насељу је православље.